# Robin Croker
Robin Croker (Melbourne, Australia, 10 de mayo de 1954) es un deportista británico que compitió en ciclismo en la modalidad de pista, especialista en la prueba de persecución por equipos.
Participó en los Juegos Olímpicos de Montreal 1976, obteniendo una medalla de bronce en la prueba de persecución por equipos (junto con Ian Hallam, Ian Banbury y Michael Bennett).

## Medallero internacional
| Juegos Olímpicos | Juegos Olímpicos   | Juegos Olímpicos  | Juegos Olímpicos        |
| Año              | Lugar              | Medalla           | Competición             |
| ---------------- | ------------------ | ----------------- | ----------------------- |
| 1976             | Montreal ( Canadá) | Medalla de bronce | Persecución por equipos |